# (32720) Simoïsios
(32720) Simoïsios, désignation internationale (32720) Simoeisios, est un astéroïde troyen jovien.

## Description
(32720) Simoïsios est un astéroïde troyen jovien, camp troyen, c'est-à-dire situé au point de Lagrange L5 du système Soleil-Jupiter. Il présente une orbite caractérisée par un demi-grand axe de 5,193 UA, une excentricité de 0,013 et une inclinaison de 7,5° par rapport à l'écliptique.
Il est nommé en référence au personnage de la mythologie grecque Simoïsios, fils d'Anthémion, acteur du conflit légendaire de la guerre de Troie.

## Compléments